# Jürgen Blutte
Jürgen Blutte (* 26. Mai 1954 in Kassel) ist ein deutscher Politiker (Die Grünen) und ehemaliger Abgeordneter des Hessischen Landtags.

## Leben
Blutte ist der Sohn eines Landwirts und kaufmännischen Angestellten. Er ist seit 1981 mit einer Sozialarbeiterin verheiratet.
Er besuchte 1961–1965 die Grundschule Kirchditmold und 1965–1973 das Gymnasium in Blomberg, Kreis Lippe, wo er das Abitur ablegte. 1973–1979 studierte er auf Lehramt an Gymnasien in den Fächern Mathematik und Gesellschaftslehre (Geografie) und beendete das Studium mit dem 1. Staatsexamen. Von November 1979 bis Februar 1981 leistete er in Baunatal Zivildienst. Bis Juni 1981 war er dort zugleich Lehrer und Sozialpädagoge. 1981–1982 folgte das Referendariat am Studienseminar Kassel, bevor er Oktober 1982 das 2. Staatsexamen ablegte.
Ab dem 1. November 1983 war er Lehrer und Sozialpädagoge für außerschulische Lern- und Sozialarbeit mit Kindern ausländischer Eltern bei der Arbeiterwohlfahrt Hessen-Nord und von Dezember 1983 bis 1985 Lehrer für den Unterricht von Jugendlichen in der Heimerziehung in Knüllwald-Rengshausen.
1985–1986 war er Lehrer und Sozialpädagoge für außerschulische Lern- und Sozialarbeit mit Kindern ausländischer Eltern in Hessisch-Lichtenau und 1988–1990 im Auftrag der Deutschen Entwicklungsdienst GmbH Lehrer und Lehrerfortbildner in Kumba (Kamerun).
1992–1996 war er im Rang eines Studienrates Direktionsassistenz beim Hessischen Institut für Lehrerfortbildung in Fuldatal. Bis 2001 arbeitet er als Persönlicher Referent des Geschäftsführenden Direktors beim Hessischen Landesinstitut für Pädagogik in Fuldatal und war ab November 2008 entsandte Fachkraft der GTZ (Berater für die Entwicklung des Schulsystems) in der Republik Kosovo.

## Politik
Jürgen Blutte trat 1985 in die Partei Die Grünen ein. Er war für die Grünen im Landesverband Hessen 1994–2009 in verschiedenen Kreisverbänden kommunalpolitisch aktiv. So war er unter anderem von 1998 bis 2006 Mitglied des Ortsbeirates Waldau und von Februar 2000 bis März 2001 dort Ortsvorsteher. Außerdem war er am 1. April 1998 für Priska Hinz in den Hessischen Landtag nachgerückt, dem er bis zum Ende der Wahlperiode am 4. April 1999 angehörte.
Von 1997 bis 2006 war er Stadtverordneter in Kassel, davon von 2001 bis März 2006 stellvertretender Stadtverordnetenvorsteher. 2006 bis 2008 war er ehrenamtlicher Stadtrat in Kassel. Im September 2008 beendete er seine ehrenamtliche politische Parteitätigkeit aus beruflichen Gründen.